# François Joseph Henrion
Pour les articles homonymes, voir Henrion et Joseph Henrion.
François Joseph Henrion, né le 29 janvier 1776 à Metz et mort le 5 août 1849 à Paris, est un officier supérieur français de la Révolution et de l’Empire, et un général de la Seconde Restauration.

## États de service
Il entre en service le 24 août 1791, comme volontaire au 2e bataillon de la Moselle, et il fait la campagne de 1792, à l’armée de la Moselle, avant de rentrer dans ses foyers le 15 janvier 1793.
Il reprend du service le 13 août 1793, comme conducteur à l’état-major de l’artillerie, et c’est en cette qualité qu’il prend part aux opérations de l’armée de Sambre-et-Meuse jusqu’en l’an V. Il se distingue le 17 novembre 1793, à l’affaire de Blieskastel, où il reprend seul un étendard du 2e régiment de carabiniers, tombé au pouvoir de l’ennemi, et ramène un hussard prisonnier. Le 29 novembre suivant à la Bataille de Kaiserslautern, il donne de nouvelles preuves de son courage, et il est blessé d’un coup de feu à la hanche droite.
Le 27 août 1798, il est admis à l’école de l’artillerie de Châlons-sur-Marne, comme élève sous-lieutenant, et il en sort comme lieutenant en second au 1er régiment d’artillerie à pied le 26 mai 1800. Affecté à l’armée du Rhin, il se fait remarquer à la bataille de Hohenlinden le 3 décembre 1800, et le 17 mars 1802, il est nommé adjudant-major au même régiment. Le 4 juin 1802, il reçoit une grenade d’honneur, et il est fait chevalier de la Légion d’honneur le 1er septembre 1803.
De l’an XII à l’an XIII, il est à l’armée des côtes de l’Océan, puis de l’an XIV à 1807, il fait les campagnes d’Autriche de Prusse et de Pologne à la Grande Armée. Il reçoit son brevet de capitaine adjudant-major le 4 octobre 1806, et il est élevé au grade d’officier de la légion d’honneur le 4 juin 1807. Le 4 juillet 1807, il passe aide de camp du général Lariboisière, et en 1808, il suit son général à l’armée d’Espagne.
Le 19 août 1808, il entre dans l’artillerie de la Garde impériale, comme capitaine en premier adjudant-major, et c’est en cette qualité qu’il fait la campagne d’Allemagne de 1809. Il est promu chef de bataillon le 9 juillet 1809, après la bataille de Wagram, où il déploie le plus grand courage.
De retour en Espagne en 1810, il y reste jusqu’en 1811, avant de rejoindre la Grande Armée pour la campagne de Russie en 1812. Il participe aux batailles de la Moskova le 7 septembre 1812, de Krasnoï du 15 au 18 novembre et de la Bérézina du 26 au 29 novembre 1812, où il combat avec la plus grande intrépidité.
Nommé colonel major, commandant le régiment du train d’artillerie de la Garde impériale le 2 mars 1813, il passe en cette qualité le 27 mars suivant au régiment d’artillerie de la jeune Garde, et sert à la tête de ce corps lors de la campagne de Saxe en 1813, Il est créé baron de l’Empire le 16 août 1813, et il est blessé d’un coup de feu à la main droite le 27 août suivant à la Bataille de Dresde, et à Weißenfels d'un coup de feu au bras droit. Il se fait remarquer à la bataille de Leipzig, et pour ses beaux et honorables services, il reçoit des mains de l’Empereur, la croix de commandeur de la légion d’honneur le 6 novembre 1813.
En 1814, il fait la campagne de France et il se conduit remarquablement lors des combats de Brienne le 29 janvier 1814, de Château-Thierry le 12 février 1814, et d’Arcis-sur-Aube les 20 et 21 mars 1814.
Lors de la première restauration, il est envoyé à Saint-Malo le 8 juin 1814, comme colonel commandant l’artillerie, et il est fait chevalier de Saint-Louis le 20 août suivant.
Le 8 février 1816, il passe à la direction de l’artillerie à Perpignan, et il est admis à la retraite le 16 juillet 1823. Il est promu maréchal de camp honoraire le 23 août 1823.
Il meurt le 5 août 1849, à Paris. Il est enterré au cimetière du Montparnasse.

## Dotation
- Le 15 mars 1810, donataire d’une rente de 2 000 francs sur le Trasimène.

## Sources
- A. Lievyns, Jean Maurice Verdot, Pierre Bégat, Fastes de la Légion-d'honneur, biographie de tous les décorés accompagnée de l'histoire législative et réglementaire de l'ordre, Tome 2, Bureau de l’administration, 1842, 344 p. (lire en ligne), p. 32.
- « La noblesse d’Empire » (consulté le 10 novembre 2015)
- Vicomte Révérend, Armorial du premier empire, tome 2, Honoré Champion, libraire, Paris, 1897, p. 309.
- Charles Théodore Beauvais et Vincent Parisot, Victoires, conquêtes, revers et guerres civiles des Français, depuis les Gaulois jusqu’en 1792, tome 26, C.L.F Panckoucke, janvier 1822, 414 p. (lire en ligne), p. 2.
- « François Joseph Henrion », dans Charles Mullié, Biographie des célébrités militaires des armées de terre et de mer de 1789 à 1850, 1852 [détail de l’édition]